# BMW K 1300-serie
De K 1300-serie is een serie motorfietsen van het merk BMW. Deze serie was de opvolger van de K 1200-serie met dwarsgeplaatste motor.

## Voorgeschiedenis
Bij de tweede K 1200-serie (vanaf 2005) paste BMW voor het eerst een dwarsgeplaatste multicilinder toe. De machine leek totaal niet meer op zijn voorgangers. Het rijwielgedeelte was vernieuwd en dankzij de zeer sterk hellende (sloper) cilinders, die onder een hoek van 55° stonden, was toch weer een laag zwaartepunt gerealiseerd. De cardanaandrijving was gebleven, maar de paraleverachterbrug was vernieuwd, weliswaar nog steeds met een enkelzijdige wielophanging, maar die was naar de linkerkant van de machine verhuisd. De telelevervoorvork was vervangen door het doorontwikkelde duolever. Uiteindelijk bestond de K 1200-serie uit een sporttoerer, een naked bike, een toermotor en een sportmotor.

## K 1300-serie
Tijdens de Intermot-motortentoonstelling in Keulen in oktober 2009 werd de hele K 1300-serie tegelijk geïntroduceerd. Deze serie bestond uit slechts drie modellen: een toermotorfiets, een naked bike en een sporttoerer. De K 1200 R Sport kreeg in deze serie geen opvolger. Opvallend was dat BMW bij deze serie afstapte van de bijzondere bedieningsknoppen voor de richtingaanwijzers, die al sinds 1993 waren toegepast. Volgens BMW namen de knoppen te veel ruimte in nu ook de bedieningsknoppen voor bijvoorbeeld het ESA II, het ASC en een boordcomputer ruimte op het stuur moesten vinden. Nieuw aan de K 1300-serie ten opzichte van haar voorganger was de quickshifter van de R en de S, die snel schakelen zonder het gas dicht te draaien mogelijk maakte.

### Motor
De dwarsgeplaatste vloeistofgekoelde viercilinderlijnmotor had een korte slag en was helemaal gemaakt voor het ontwikkelen van hoge toerentallen en daarmee een groot motorvermogen. De dubbele bovenliggende nokkenassen waren hol uitgevoerd, een techniek die uit de Formule 1-motoren van BMW stamde. Alleen de uitlaatnokkenas werd via een ketting door de krukas aangedreven. De inlaatnokkenas werd door de uitlaatnokkenas via tandwielen aangedreven. Vanzelfsprekend was er brandstofinjectie en een geregelde driewegkatalysator toegepast. Het motorblok was horizontaal deelbaar. Het BMS-K-motormanagementsysteem stuurde de injectie en de ontsteking aan. Net als bij de R 1200-serie en de K 1200-serie was het CAN-bus Single Wire-systeem toegepast, waardoor vrijwel de hele kabelboom was vervallen. Er waren twee balansassen ingebouwd, en het wet-sumpsmeersysteem had een extra oliereservoir, zodat de oliepan laag was en de motor ook laag in het frame gebouwd kon worden. Het werd daardoor weleens met een dry-sumpsysteem verward. Ook deze innovatie kwam uit de Formule 1-motor, net als de krukas waar de olie voor de drijfstangen doorheen stroomde zodat de hoofdlagers zonder "oliegroef' en daardoor smaller uitgevoerd konden worden. De hele krukas werd hierdoor korter en compacter. Ten opzichte van de K 1200-serie was de boring maar 1 mm groter geworden, maar de slag was flink verlengd. Daardoor werd het motorkoppel hoger, maar werd ook het maximumvermogen bij een lager toerental bereikt.

### Rijwielgedeelte

#### Frame
De nieuwe K 1300-serie kreeg hetzelfde frame als zijn voorganger. Het was een aluminium brugframe dat uit kokerbalken bestond. Het frame leek langs de motor te lopen, maar het motorblok was door de gekantelde cilinders zo laag gebleven, dat het frame eroverheen liep. Daardoor kon het erg smal worden gehouden. Met 11,5 kg was het frame absoluut licht te noemen.

#### Aandrijflijn
Zoals gebruikelijk hadden ook deze machines cardanaandrijving. Vanwege de dwarsgeplaatste motor moest echter een 90° hoekoverbrenging worden toegepast. De machines hadden een hydraulisch bediende meervoudige natte plaatkoppeling, een zesversnellings-cassetteversnellingsbak en cardanaandrijving.

#### Wielen en wielophanging
Uiteraard waren zowel het duolever als het paraleversysteem gebleven. Dankzij het optionele Electronic Suspension Adjustment hoefde de bestuurder niets meer te verdraaien om de veervoorspanning en de dempingskarakteristiek aan te passen. De veervoorspanning kon stilstaand met lopende motor met een knop aan het stuur ingesteld worden in: Solo, solo met bagage, duo en duo met bagage. De demping kon tijdens het rijden worden ingesteld worden in de standen Comfort, Normaal of Sport.

#### Remmen
De modellen hadden dubbele zwevende remschijven vóór en een enkele zwevende schijf achter. Vóór werden vierzuiger remklauwen gebruikt, achter tweezuiger klauwen. Het Teil Integral ABS was optioneel op de K 1300 R, maar werd op de GT en de S standaard geleverd, waardoor de handrem zowel vóór als achter remde en de voetrem alleen achter. Het EVO-remsysteem met rembekrachtiging was niet meer leverbaar.

#### Accessoires
Buiten de accessoirepakketten die voor elk model afzonderlijk leverbaar waren, konden de volgende opties afzonderlijk worden besteld: een Garmin Zümo-navigatiesysteem, een alarmsysteem, ESA II, Tire Pressure Control, boordcomputer met oliepeilsensor, handvatverwarming, zadelverwarming, een sportvelg met 190mm-achterband (alleen R en S), een quickshifter (alleen R en S), cruisecontrol (alleen GT), xenonverlichting (alleen GT) en een Akrapovic-uitlaat (alleen S). Voor alle modellen kon kosteloos een lager zadel gemonteerd worden in plaats van het originele.

## K 1300 GT
Deze machine volgde de K 1200 GT met dwarsgeplaatste motor op. Uiteraard was de elektrisch verstelbare ruit op de toerkuip gebleven. Daarnaast waren een verstelbaar zadel, handgrepen, rem- en koppelingshendels, Teil Integral ABS en een kofferset standaard gemonteerd. Het stuur was heel eenvoudig 40 mm in hoogte te verstellen. In de kuip was een afsluitbaar vakje voor kleine spullen, zoals een GSM. Het dashboard bevatte een analoge snelheidsmeter en toerenteller en een digitaal schermpje met de kilometerteller, twee dagtellers, een klokje, de benzinevoorraad, motortemperatuurmeter en een versnellingsindicator. De resterende actieradius kon worden opgeroepen en ook de standen van het (optionele) Electronic Suspension Adjustment werden er op weergegeven. Als de optionele boordcomputer was gemonteerd kreeg de berijder ook informatie over het brandstofverbruik (gemiddeld en momenteel), de actieradius, de gemiddelde snelheid en als ook het Tire Pressure Control-systeem was gekocht informatie over de bandenspanning. De rem- en koppelingshendels waren instelbaar en er was een verlaagd zadel leverbaar.

### Accessoirepakketten K 1300 GT
Voor de GT waren drie optiepakketten leverbaar:
- Een veiligheidspakket, bestaande uit Tire Pressure Control en het tractiecontrolesysteem ASC.
- Comfort pakket: handvatverwarming, zadelverwarming (zowel voor rijder als passagier) en een boordcomputer inclusief oliepeilsensor.
- Lifestyle pakket: Comfort pakket plus ESA II
- Exclusive pakket: Lifestyle pakket aangevuld met xenonverlichting en ASC.

## K 1300 R
De K 1300 R naked bike leverde 10 pk meer dan zijn voorganger, en was met zijn 173 pk bijna net zo sterk als de "S". Van een "meer toeristisch" karakter zoals bij de K 1200 R was geen sprake meer. De vormgeving was nauwelijks veranderd. De machine zag er nog steeds agressief uit. De asymmetrische koplamp maakte deel uit van een klein tophalfachtig bovenkuipje dat feitelijk de luchtinlaten voor de motor bevatte. Het kleine ruitje kon vervangen worden door een zwarte flyscreen. De machine werd geleverd in oranje/zwart, zilver/zwart of antraciet, in alle gevallen met een zwart gespoten motorblok en aandrijflijn. In tegenstelling tot de meeste naked bikes, roadsters en streetfighters was geen rond buizenstuur gebruikt, maar een gegoten aluminium exemplaar. Ten opzichte van de K 1200 R was de gasreactie duidelijk verbeterd. De motor reageerde minder agressief op het gas, vooral bij stadsverkeer, en er zat ook minder speling in de aandrijflijn. Het dashboard bevatte een analoge snelheidsmeter en toerenteller en een digitaal schermpje met de kilometerteller, twee dagtellers, een klokje, de benzinevoorraad, motortemperatuurmeter en een versnellingsindicator. De resterende actieradius kon worden opgeroepen en ook de standen van het (optionele) Electronic Suspension Adjustment werden er op weergegeven. Als de optionele boordcomputer was gemonteerd kreeg de berijder ook informatie over het brandstofverbruik (gemiddeld en momenteel), de actieradius, de gemiddelde snelheid en als ook het Tire Pressure Control-systeem was gekocht informatie over de bandenspanning. De rem- en koppelingshendels waren instelbaar en er was een verlaagd zadel leverbaar.

### Accessoirepakketten K 1300 R
Voor de K 1300 R waren de volgende accessoirepakketten beschikbaar:
- Veiligheidspakket: Tire Pressure Control, ABS en ASC
- Comfortpakket: Brede sportvelgen met een 190mm-achterband, handvatverwarming, boordcomputer inclusief oliepeilsensor, een windschermpje, witte led-knipperlichten

## K 1300 S
De K 1300 S volgde de K 1200 S op als sportieve toermachine. Behalve de motorische wijzigingen en de quickshifter was de machine grotendeels gelijk aan de 1200.

### Accessoirepakketten K 1300 S
Voor de K 1300 S was alleen het veiligheidspakket leverbaar, bestaande uit Tire Pressure Control en ASC.

## K 1300 GT Exclusive Edition
De K 1300 GT Exclusive Edition was een actiemodel dat in 2011 op de markt kwam. De machine was uitgevoerd in granietgrijs metallic met in kleur gespoten koffers. Daarnaast waren accessoires als Automatic Stability Control (ASC) en bandenspanningscontrole (RDC), Electronic Suspension Adjustment (ESA II), verwarmbare buddyseat, verwarmbare handvatten, een boordcomputer en cruisecontrol.

## K 1300 S HP
De K 1300 S kreeg zijn HP-versie in 2012 (gepresenteerd in november 2011 tijdens de EICMA in Milaan) en had voornamelijk een verbeterd accessoirepakket, waarmee de machine beter tegengas kon geven tegen concurrenten als de Kawasaki ZZ-R 1400. Dat pakket bestond uit een Akapovic einddemper, Automatic Stability Control, een carbonfiber voorspatbord, ESA II, handvatverwarming, HP-voetsteunen, een paddockstand, quickshifter en RDC, (Reifen Druck Control, de BMW-versie van het bandenspanningcontrolesysteem).

## Technische gegevens
| BMW              | K 1300 GT                                          | K 1300 R                                           | K 1300 S                                           | K 1300 S HP                                        | K 1300 GT Exclusive Edition                        |
| ---------------- | -------------------------------------------------- | -------------------------------------------------- | -------------------------------------------------- | -------------------------------------------------- | -------------------------------------------------- |
| Periode          | 2009-2011                                          | 2009-                                              | 2009-                                              | 2012-                                              | 2011                                               |
| Categorie        | toermotor                                          | naked bike                                         | sporttoerer                                        | sporttoerer                                        | toermotor                                          |
| Motortype        | DOHC-motor                                         | DOHC-motor                                         | DOHC-motor                                         | DOHC-motor                                         | DOHC-motor                                         |
| Bouwwijze        | dwarsgeplaatste viercilinderlijnmotor              | dwarsgeplaatste viercilinderlijnmotor              | dwarsgeplaatste viercilinderlijnmotor              | dwarsgeplaatste viercilinderlijnmotor              | dwarsgeplaatste viercilinderlijnmotor              |
| Boring           | 80 mm                                              | 80 mm                                              | 80 mm                                              | 80 mm                                              | 80 mm                                              |
| Slag             | 64,3 mm                                            | 64,3 mm                                            | 64,3 mm                                            | 64,3 mm                                            | 64,3 mm                                            |
| Cilinderinhoud   | 1.293 cc                                           | 1.293 cc                                           | 1.293 cc                                           | 1.293 cc                                           | 1.293 cc                                           |
| Max. vermogen    | 118 kW/160 pk bij 9.000 tpm                        | 127 kW/173 pk bij 9.250 tpm                        | 129 kW/175 pk bij 9.250 tpm                        | 129 kW/175 pk bij 9.250 tpm                        | 118 kW/160 pk bij 9.000 tpm                        |
| Max. koppel      | 135 Nm bij 8.000 tpm                               | 140 Nm bij 8.250 tpm                               | 140 Nm bij 8.250 tpm                               | 140 Nm bij 8.250 tpm                               | 135 Nm bij 8.000 tpm                               |
| Aandrijving      | cardanaandrijving                                  | cardanaandrijving                                  | cardanaandrijving                                  | cardanaandrijving                                  | cardanaandrijving                                  |
| Rijwielgedeelte  | aluminium brugframe met motor als dragend gedeelte | aluminium brugframe met motor als dragend gedeelte | aluminium brugframe met motor als dragend gedeelte | aluminium brugframe met motor als dragend gedeelte | aluminium brugframe met motor als dragend gedeelte |
| Rijklaar gewicht | 288 kg                                             | 243 kg                                             | 228 kg                                             | 228 kg                                             | 288 kg                                             |
| Tankinhoud       | 24 liter                                           | 19 liter                                           | 19 liter                                           | 19 liter                                           | 24 liter                                           |
| Voorganger       | K 1200 GT                                          | K 1200 R                                           | K 1200 S                                           | geen                                               | K 1200 LT Edition                                  |
| Opvolger         | K 1600 GT                                          |                                                    |                                                    |                                                    | K 1600 GT                                          |